# Ralf Stoecker
Ralf Stoecker (* 1. Juni 1956 in Chicago, USA) ist ein deutscher Philosoph und Professor für Praktische Philosophie an der Universität Bielefeld.

## Ausbildung
Nach einem Philosophiestudium in Hamburg und Heidelberg  wurde Stoecker 1990 an der Universität Bielefeld bei Peter Bieri mit einer Arbeit zur Frage Was sind Ereignisse? promoviert. Von 1987 bis 1990 war Stoecker Assistent bei Bieri und von 1990 bis 1997 Assistent bei Rüdiger Bittner. Von 1997 bis 1998 und von 2000 bis 2003 war Stoecker als wissenschaftlicher Mitarbeiter bei Jens Kulenkampff (* 1946) an der Universität Erlangen-Nürnberg tätig. 1999 habilitierte er sich an der Universität Bielefeld mit der Arbeit Der Hirntod. Ein medizinethisches Problem und seine moralphilosophie Transformation.
2005 wurde Stoecker Professor für Philosophie mit Schwerpunkt Angewandte Ethik an der Universität Potsdam. Von 2013 bis 2022 war er Professor für Praktische Philosophie an der Universität Bielefeld, seit 2022 ist er, ebenfalls an der Universität Bielefeld, Seniorprofessor für Praktische Philosophie.
Stoecker war von 2008 bis 2022 Mitglied im Vorstand der Akademie für Ethik in  der Medizin (AEM). Zudem ist er Mitglied des Fachkollegiums Philosophie der Deutschen Forschungsgemeinschaft (DFG) sowie in der ständigen Senatskommission für Grundsatzfragen der Genforschung in der DFG. Von 2011 bis 2020 war er stellvertretendes Mitglied in der Zentralen Ethikkommission für Stammzellenforschung.

## Arbeitsschwerpunkte

### Handlungstheorie
Stoecker beschäftigt sich seit Anfang der 1990er Jahre mit Fragen der philosophischen Handlungstheorie. In kritischer Auseinandersetzung mit der Philosophie Donald Davidsons hat er eine Handlungskonzeption entwickelt, die Handeln wesentlich aus der sozialen Praxis der Verantwortung erklärt. Die Konzeption verspricht, klassische handlungstheoretische Probleme zu lösen, wie beispielsweise die Inkorporation passiver Handlungen, das Problem der schrägen Kausalverläufe (wayward causal chains) oder den Nebeneffekt-Effekt. Durch ihre ontologische Zurückhaltung bietet sie außerdem Ansätze zur Auflösung verschiedener Bereiche des Leib-Seele-Problems und des Problems der Vereinbarkeit von Willensfreiheit und Determinismus.

### Hirntod
In der Angewandten Ethik hat Stoecker seit Mitte der 1990er Jahre einen Lösungsvorschlag für das Hirntod-Problem entwickelt, der einen dritten Weg zwischen den Befürwortern und Gegnern der Hirntod-Konzeption beschreitet. Aufgrund der unüberwindbaren Schwierigkeiten, traditionelle vage und zugleich evaluativ aufgeladene (‚dicke‘) Begriffe auf neue, bislang unbekannte Situationen anzuwenden, sollte man akzeptieren, dass hirntote Menschen weder im herkömmlichen Sinn am Leben, noch tot sind, sondern ihnen eine eigene, dritte Existenzweise zugestehen. Damit sei die medizinethische Frage, wie man sie behandeln und ob man ihnen Organe entnehmen darf, auf der Basis der Eigenschaften, die sie haben, direkt zu stellen.

### Menschenwürde
In Anlehnung an Niklas Luhmanns Konzeption der Menschenwürde erläutert Stoecker ihren Würdecharakter. Das Gebot, die Würde des Menschen zu achten, ist das Gebot, seine prinzipielle Würdigkeit, also das Haben von Würde, zu achten. Daraus ergeben sich mindestens drei moralische Verpflichtungen: die negative Pflicht, andere Menschen nicht zu entwürdigen und zu demütigen, die absolute negative Pflicht, einen Menschen niemals so zu behandeln, dass ihm keine Möglichkeit mehr bleibt, eine lebbare individuelle Identität aufrechtzuerhalten, und die positive Pflicht, andere Menschen darin zu unterstützen, ihre individuelle Würde zu wahren. In einer Reihe von Aufsätzen hat Stoecker dieses Würdeverständnis auf ganz unterschiedliche Bereiche der Angewandten Ethik übertragen: Psychiatrie, Todesstrafe, Sterben in Würde, Lügendetektoren, Umgang mit Kindern, Embryonenforschung und Präimplantationsdiagnostik, Castingshows im Fernsehen, Altenpflege, Ehrenmord.

## Veröffentlichungen
- Was sind Ereignisse? Eine Studie in analytischer Ontologie, Berlin, New York: De Gruyter, 1992.
- Reflecting Davidson (Herausgeber), Berlin, New York: De Gruyter, 1993.
- Der Hirntod. Ein medizinethisches Problem und seine moralphilosophische Transformation, Freiburg (Breisgau), München: Alber, 1999.
  - Neuauflage: Der Hirntod. Ein medizinethisches Problem und seine moralphilosophische Transformation, Freiburg (Breisgau), München: Alber, 2010.
- Grazer Philosophische Studien 61(2001), Themenschwerpunkt: Agents and Their Actions, herausgegeben zusammen mit John Hyman und Rüdiger Bittner, 2001.
- Philosophie à la carte, herausgegeben zusammen mit Thomas Spitzley, Paderborn: Mentis, 2002.
- Handlungen und Handlungsgründe (Herausgeber), Paderborn: Mentis, 2002.
- Menschenwürde – Annäherung an einen Begriff (Herausgeber), Wien: öbv und hbt, 2003.
- First Person Authority, Erkenntnis 71,1, herausgegeben zusammen mit Thomas Grundmann und Thomas Spitzley, Berlin u. a.: Springer, 2009.
- Handbuch Angewandte Ethik, herausgegeben zusammen Christian Neuhäuser und Marie-Luise Raters, Stuttgart, Weimar: Metzler, 2011.
- Theorie und Praxis der Menschenwürde, Paderborn: Mentis, 2019.